# Várzea da Ovelha e Aliviada
Várzea da Ovelha e Aliviada is een plaats (freguesia) in de Portugese gemeente Marco de Canaveses en telt 2294 inwoners (2001).